# Toujan al-Faisal
 (avril 2010).
Toujan al-Faisal (en farsi : توجان الفيصل, Tujān al-Fayṣal), née en 1948, est une ancienne journaliste de télévision jordanienne et défenseuse des droits de l'homme. Elle a été la première femme membre du Parlement jordanien. Elle est Tcherkesse.

## Carrière politique
Al-Faisal a été élue au parlement jordanien lors de la reprise des élections de 1993, après l'abrogation de la loi martiale. Elle a été membre du Parlement de 1993 à 1997. Lors des élections suivantes, le gouvernement aurait interféré pour empêcher sa réélection.

## Apostasie présumée
En 1989, une affaire d'apostasie contre Toujan al-Faisal a été entendue par le tribunal de première instance de la charia au sud d'Amman. La Jordanie n'a pas de loi sur l'apostasie mais les requérants ont demandé qu'elle soit déclarée apostate et divorcée de son mari. Le tribunal a finalement décidé qu'il n'était pas compétent en la matière. En appel en 1990, la cour d'appel de la charia, qui avait accepté d'entendre la section de la pétition relative au divorce pour cause d'apostasie présumée, a estimé qu'il n'y avait aucune preuve d'apostasie et a rejeté l'affaire.

### Activisme et arrestation
Le 6 mars 2002, al-Faisal a publié une lettre ouverte au Roi Abullah II sur le site Internet du journal Arab Times basé à Houston, accusant le Premier ministre jordanien de l'époque Ali Abu Ragheb de corruption. La lettre a ensuite été réimprimée dans l'hebdomadaire islamiste Al Sabil. Elle a affirmé que le récent doublement du coût de l'assurance automobile mandatée par le gouvernement était destiné à profiter aux principales compagnies d'assurance de Jordanie (dont plusieurs étaient détenues ou partiellement détenues par le Premier ministre lui-même).
Elle a été arrêtée le 16 mars. Libérée sous caution le 27 mars, elle fut à nouveau arrêtée deux jours plus tard, la veille d'une conférence de presse qu'elle s'apprêtait à tenir à son domicile. Le 16 mai 2002, elle a été condamnée par la Cour de Sûreté de l'État pour avoir "terni l'État jordanien", diffamé le pouvoir judiciaire, "prononcé des paroles" devant une autre personne jugées "préjudiciables à son sentiment religieux", "publié et diffusé à l'étranger de fausses informations susceptibles de nuire à la réputation de l'État" et incité à "des troubles et des meurtres". Elle a été condamnée à 18 mois d'emprisonnement, la peine maximale autorisée pour de telles accusations. Elle a été condamnée en vertu d'une loi promulguée par un décret royal provisoire deux semaines après les attentats du 11 septembre 2001. Cette loi a non seulement élargi la définition du " terrorisme ", mais elle a également restreint davantage la liberté d'expression en Jordanie. Amnesty International a condamné la peine de prison qui lui a été infligée : "C'est un triste jour pour la liberté d'expression en Jordanie. Toujan al-Faisal a été emprisonnée uniquement pour avoir exercé son droit fondamental d'exprimer son opinion ... La condamnation de Toujan al-Faisal a violé les traités internationaux relatifs aux droits de l'homme que la Jordanie a ratifiés ... Comme nous le craignions, les tribunaux jordaniens utilisent de nouvelles mesures prétendument introduites pour lutter contre le "terrorisme" pour réprimer l'exercice par l'individu du droit de critiquer la politique du gouvernement.". Toujan aurait été maltraitée en prison, provoquant un tollé de la part des groupes de défense des droits de l'homme en Jordanie et à l'étranger.
En prison, elle a entamé une grève de la faim, au cours de laquelle elle a perdu 12 kg en moins d'un mois. Le 26 juin 2002, après 29 jours de grève de la faim, elle a été libérée de prison par vertu d'une grâce royale spéciale. Cette grâce royale n'a pas annulé sa condamnation. S'adressant à BBC News Online, elle a déclaré qu'elle était déterminée à poursuivre son combat. Elle a déclaré qu'elle était déterminée à sortir de l'hôpital au bras de sa fille. Et elle a poursuivi en déclarant : "J'ai refusé un fauteuil roulant parce que je n'aime pas l'apparence, l'attitude de faiblesse.".
Le 20 mai 2003, le comité des élections a décidé de ne pas l'autoriser à se présenter comme candidate aux élections parlementaires du 17 juin 2003. Al-Faisal a déposé une requête devant le tribunal de première instance du Royaume ; cependant, le 24 mai 2003, le tribunal a rendu un jugement rejetant la requête. La demande d'Al-Faisal a été rejetée en raison de sa condamnation antérieure, au motif qu'elle avait précédemment commis un délit non politique.
La Fédération internationale des droits de l'homme (FIDH) a estimé que les décisions du Comité des élections et du tribunal étaient fondées sur une condamnation injuste,[réf. nécessaire] et Amnesty International a déclaré que "Toujan al-Faisal se voit refuser son droit de se présenter aux élections en raison d'un procès inéquitable pour avoir exprimé des convictions politiques non violentes."